# Anna Gebert

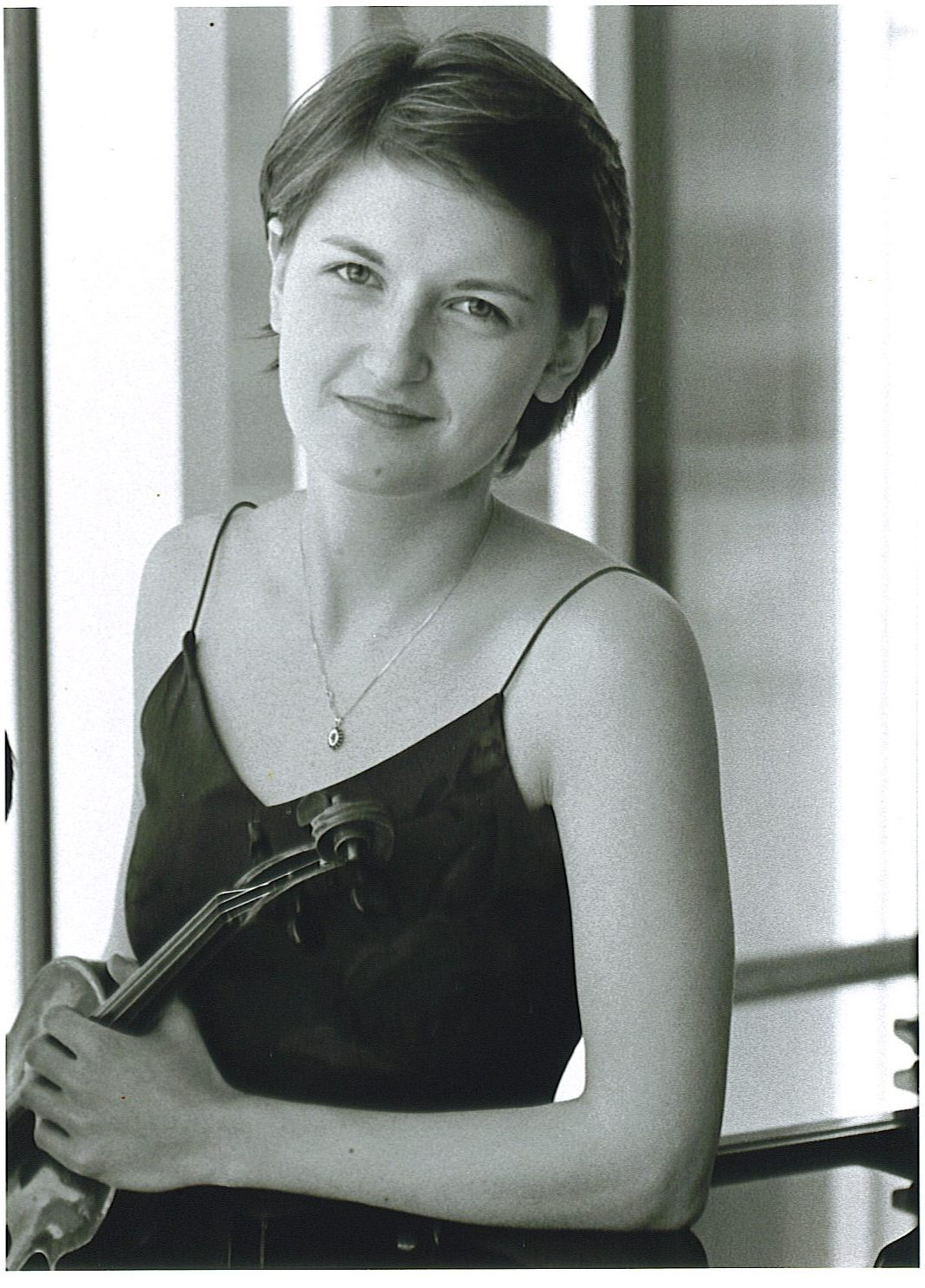
Anna Gebert

Anna Gebert (* 1979 in Warschau) ist eine polnisch-finnische Violinistin.

## Leben
Anna Gebert wurde als Tochter der Geigerin Grazyna Zeranska-Gebert und des Pianisten Jerzy Gebert geboren. Ihr Bruder Alexander Gebert (* 1977) ist Cellist. Ihre Familie emigrierte 1980 nach Finnland. Dort erhielt sie den ersten Violinunterricht bei der Mutter, ab 1989 nahm sie Unterricht an der Sibelius-Akademie in Helsinki. Anschließend studierte sie bei Igor Bezrodny in Helsinki, bei Magdalena Rezler in Freiburg im Breisgau, belegte die Meisterklasse bei Ana Chumachenco in München und nahm durch das Fulbright-Programm an einem zweijährigen Artist Diploma bei Miriam Fried in Bloomington, Indiana, mit gleichzeitigem Studium der Barockvioline bei Stanley Ritchie.
2011–2020 war Anna Gebert Dozentin am NTNU Institut für Musik in Trondheim und seit Herbst 2020 ist sie Professorin für Violine an der Zürcher Hochschule der Künste, und seit Herbst 2021 auch Professorin für Kammermusik an der Musik-Akademie Basel.

## Kooperationen
Von 2011 bis 2018 war sie erste Konzertmeisterin beim Trondheim Symphonieorchester. Von 2007 bis 2011 war sie Stellvertretende Konzertmeisterin beim Gürzenich-Orchester Köln.
Mit 14 Jahren wurde sie Mitglied des Gustav Mahler Jugendorchesters und des Jugendorchesters der Europäischen Union. Von 1997 bis 2002 wirkte sie am Mahler Chamber Orchestra. Von 2005 bis 2007 war sie Stipendiatin der Karajan-Akademie der Stiftung Berliner Philharmoniker mit einem anschließenden Jahresvertrag als feste Aushilfe bei den Berliner Philharmonikern.
Sie hat aushilfsweise als erste Konzertmeisterin bei u. a. Helsinki Philharmonikern, Stockholm Oper, Odense Symphonieorchester, WDR Rundfunkorchester, als Stellvertretende Konzertmeisterin bei der NDR Radiophilharmonie, Museumsorchester Frankfurt, HR-Sinfonieorchester Frankfurt, Stockholm Kungliga Filharmonikerna, Stavanger Symphonieorchester und Philharmonie Dortmund, als Vorspielerin beim London Symphony Orchestra und als Stimmführerin der 2. Violinen bei dem Symphonieorchester des Bayerischen Rundfunks, dem Bayerischen Staatsorchester und Mahler Chamber Orchestra gewirkt.
Seit 2020 ist sie Dozentin an der Hochschule der Künste Zürich.
Sie wirkt mit bei Barokkanerne Oslo und Helsinki Baroque Orchestra.
Solistische und kammermusikalische Auftritte auf Festspielen:
- Kuhmo Chamber Music Festival (Künstlerin und Dozentin seit 2000)
- Steans Institute Ravinia Festival
- Staunton Music Festival
- Trondheim Barokkfest
- Prussia Cove
- KamFest Trondheim
- Plön Kammermusiktage
- Holland Music Sessions
- Sarasota
- Opera Barga
- Petrosawodsk
- Flaine Rencontres musicales
- Kongsberg Festspillene
- Barokkfest Trondheim
- Olavsfestdagene Trondheim
- Pont-St-Esprit
- Fejø Kammermusikkfestival
- Bornholm Musikkfestival
- Sonates d’Automne u. a.